# Кучеренко Андрій Олександрович
Андрі́й Олекса́ндрович Кучере́нко (30 березня 1998) — український самбіст і дзюдоїст, чемпіон Європи і України з бойового самбо, багаторазовий фіналіст і призер світових і континентальних першостей із самбо. Заслужений майстер спорту України з бойового самбо.

## Біографія
Займатися боротьбою розпочав у 2007 році в гуртку з дзюдо дитячо-юнацького клубу фізичної підготовки № 4 м. Херсон у тренера з дзюдо Олександра Гринька.
У 2016 році на чемпіонаті світу із самбо в Софії (Болгарія) здобув срібну медаль з бойового самбо у ваговій категорії до 57 кг, поступившись у фіналі Велімураду Алхасову (Росія).
У 2017 році на чемпіонаті Європи із самбо в Мінську (Білорусь) виборов срібну медаль з бойового самбо у ваговій категорії до 57 кг, поступившись у фіналі Курбану Магомедову (Росія). Того ж року на чемпіонаті світу із самбо в Сочі (Росія) здобув срібну медаль з бойового самбо, поступившись у фіналі Мухтару Гамзаєву (Росія).
У 2018 році на чемпіонаті світу із самбо в Бухаресті (Румунія) здобув срібну медаль з бойового самбо у ваговій категорії до 62 кг, поступившись у фіналі Камілю Абдулазізову (Росія).
У 2019 році на чемпіонаті Європи із самбо у Хіхоні (Іспанія) виборов срібну медаль з бойового самбо у ваговій категорії до 62 кг, поступившись у фіналі Федору Дуриманову (Росія).
У 2020 році на чемпіонаті світу із самбо в Новий Сад (Сербія) виборов бронзову медаль з бойового самбо у ваговій категорії до 68 кг.
У 2024 році на чемпіонаті Європи із самбо в Новий Сад (Сербія) виборов золоту медаль з бойового самбо у ваговій категорії до 71 кг, перемігши у фіналі Патріка Сумпора (Хорватія).
Одночасно займається й тренерською діяльністю: він є керівником гуртка по дзюдо дитячо-юнацького клубу фізичної підготовки № 4 м. Херсон.